# 스티나 뤼케 페테르센
스티나 뤼케 페테르센(덴마크어: Stina Lykke Petersen, 1986년 2월 9일 ~ )은 덴마크의 전직 여자 축구 선수로 선수 시절 포지션은 골키퍼였다.

## 클럽 경력
5세 시절에 고향인 호이뷔(Højby)에서 축구를 시작했다. 2007년에는 미국 플로리다주에 위치한 롤린스 칼리지에 입학하여 전미 대학 체육 협회 여자 축구에 참가했다. 2009년부터 2013년까지 브뢴뷔 IF 소속으로 활약하면서 팀의 엘리테디비시오넨 3회 우승, 덴마크 여자컵 4회 우승에 기여했다.
UEFA 여자 유로 2013 이후에는 독일 프라우엔-분데스리가 소속 여자 축구 클럽인 FCR 2001 뒤스부르크로 이적했고 나중에 MSV 뒤스부르크로 이적했다. 2014년 4월에는 1. FC 쾰른으로 이적했고 2016년에는 스웨덴 다말스벤스칸 소속 여자 축구 클럽인 크리스티안스타드 DFF로 이적했다. 2017년부터 2018년까지 덴마크 엘리테디비시오넨 소속 여자 축구 클럽인 콜링Q 소속으로 활약했다.

## 국가대표 경력
잉글랜드에서 개최된 UEFA 여자 유로 2005에 참가한 덴마크 여자 축구 국가대표팀 명단에 이름을 올렸지만 본선에는 기용되지 않았다. 덴마크 여자 U-17, U-19, U-21, U-23 축구 국가대표팀 선수로 활동했고 2011년 3월 4일에 열린 스웨덴과의 알가르브컵 경기에 출전하면서 덴마크 여자 축구 국가대표팀 선수로 데뷔했다.
스웨덴에서 개최된 UEFA 여자 유로 2013에서는 무릎 부상으로 인해 불참한 헤이디 요한센을 대신하여 덴마크 여자 축구 국가대표팀의 주전 골키퍼로 활약했다. 특히 스웨덴과의 개막전 경기에서는 로타 셸린, 코소바레 아슬라니의 페널티킥을 연달아 선방하여 덴마크의 1-1 무승부에 기여했다. 프랑스와의 8강전에서도 프랑스의 승부차기 2개를 선방하여 덴마크의 준결승전 진출에 기여했다.
네덜란드에서 개최된 UEFA 여자 유로 2017에서는 노르웨이와의 조별 예선 경기에서 노르웨이의 페널티킥을 선방하여 덴마크의 1-0 승리에 기여했다. 오스트리아와의 준결승전 경기에서는 오스트리아의 승부차기 2개를 선방하면서 덴마크의 결승전 진출에 기여했다. 덴마크는 UEFA 여자 유로 2017에서 준우승을 차지했다. 2018년 6월에 열린 헝가리와의 2019년 FIFA 여자 월드컵 유럽 지역 예선 경기를 끝으로 은퇴했다.

## 수상

### 클럽
브뢴뷔 IF
- 엘리테디비시오넨 3회 우승 (2011, 2012, 2013)
- 덴마크 여자컵 4회 우승 (2010, 2011, 2012, 2013)

### 국가대표
- UEFA 여자 유로 2017 준우승